# Order Wierności i Zasługi
Order Wierności i Zasługi (niderl. Orde van Trouw en Verdienste) – order domowy Królestwa Niderlandów powstały 30 listopada 1969 w wyniku podziału Orderu Domowego Orańskiego. Przyznawany jest za długoletnią lojalną służbę urzędnikom i służącym na dworze królewskim: za 25 lat – Krzyż Srebrny, a za 35 lat – Krzyż Złoty.
Odznaka orderowa ma wymiary 48 × 39 mm, a wstążka ma szerokość 39 mm. W latach 1969–2012 nadano 70 Krzyży Złotych i 247 Krzyży Srebrnych.